# Een vrije dag
Een vrije dag is een Nederlandse korte film uit 2015 van regisseur Wouter Stoter. De film is gemaakt in het kader van de serie Kort! en ging in première op 29 september 2015 tijdens het Nederlands Film Festival.

## Plot
Erik heeft een vrije dag en is niet van plan aan het verzoek van zijn vrouw het gras te maaien te voldoen. Als zijn vrouw en kinderen vertrokken zijn ziet hij de au pair van de buren in de zon liggen. Erik probeert de aandacht van de jonge vrouw te trekken maar als ze aan zijn huis aanbelt opent hij de deur niet maar gaat naar de tuin om de bel te overstemmen met het geluid van de grasmaaier.